# Sympistis cocklei
Sympistis cocklei là một loài bướm đêm trong họ Noctuidae.